# Servitude de marchepied
Pour les articles homonymes, voir Servitude.
 (mai 2025).
La « servitude de marchepied » est une servitude légale  de passage le long des cours d'eau qui découle du droit coutumier en France (d'autres servitudes de ce type existent dans d'autres pays en Suisse et Suède notamment). Son objectif était initialement fonctionnel et sécuritaire puis qu'il s'agissait de permettre aux employés du service de la navigation d'entretenir les berges. Puis il a été accordé (par la loi du 28 mai 1965), une servitude de marchepied à l'usage des pêcheurs et la loi du 30 décembre 2006 l'a étendue aux piétons. Cette servitude est établie pour utilité publique et, à ce titre, n'est pas indemnisable. Elle est codifiée au Code Général de la Propriété des Personnes Publiques (CGPPP) article L2131-2 et 4.
Elle impose au propriétaire, locataire, fermier ou titulaire d'un droit réel, riverain d'un cours d'eau ou d'un lac domanial en France, de ne pas mettre d'obstacle au passage le long de ces berges et d'en laisser l'usage aux services gestionnaires, aux pêcheurs et aux piétons sur une bordure de 3,25m de large.
En France, une autre servitude peut se surajouter à la servitude de marchepied (et de halage) ; c'est une servitude dite « à l'usage des pêcheurs » . Les surfaces linéaires concernées peuvent aussi l'être par des bandes enherbées ou par des systèmes de clôtures et d'abreuvoirs visant à empêcher les bovins d'endommager les berges en allant directement boire dans les cours d'eau. Ces chemins de berges au niveau de l'estuaire se connectent au sentier du littoral (« créé explicitement pour le cheminement continu des piétons »).
Au demeurant, la servitude de marchepied qui concerne un accessoire du domaine public fluvial présente manifestement de nombreux points communs avec cette servitude de passage sur le sentier littoral qui concerne, quant à elle, le domaine public maritime.

## Histoire
On peut situer l'origine de la servitude à l'Ordonnance royale sur les eaux et forêts du 12 août 1669 et à un arrêt du Conseil du Roy du 24 juin 1677 (C.E. 13 février 2002, Commune de Médan). La servitude figurait ensuite dans une loi de 8 avril 1898, et elle était codifiée par le Décret no 56-1033 du 13 octobre 1956 à l'article 15 du Code du Domaine Public Fluvial.
Selon l'Association des riverains de France, cette « servitude dite de marchepied » visait à « légaliser des accès exceptionnels aux rives depuis le plan d’eau, pour tout navigant se retrouvant en situation de détresse ». Le bénéfice de cette servitude a été étendu aux pêcheurs en 1965 (loi 65-409 du 28 mai 1965). Depuis la loi du 8 avril 1898 tous les obstacles artificiels sont illégaux même si le Préfet refuse ou s'abstient d'engager des poursuites.
En 2006, les parlementaires votent un amendement au projet de Loi sur l'eau et les milieux aquatiques (du 30 décembre 2006) proposée par le député Germinal Peiro (ancien champion de canoë kayak), qui voulait que le patrimoine des berges de cours d'eau domaniaux puissent être découvert et parcouru à pied par le plus grand nombre. Cet amendement intègre les piétons parmi les bénéficiaires de ce droit.
Cent vingt ans après la loi de 1898, les extensions récentes de cette loi sont encore parfois localement difficile à appliquer du fait du manque de moyens financiers des administrations pour entretenir la servitude et de l'absence de dispositifs permettant l'application sereine de la loi (sécurité des promeneurs et des riverains, protection de la biodiversité, limitation du passage et des nuisances, ...). De fait elle est encore source de tensions et de conflits entre les propriétaires riverains et les promeneurs et parfois avec l'administration, générant un certain contentieux. Il existe par exemple une jurisprudence qui a condamné un préfet à faire respecter la servitude. 
Le Conseil d'État a, dans une décision du 3 novembre 2014, estimé que le contenu de l'article L2131-2 du CGPPP « est proportionné aux buts poursuivis et assorti de garanties suffisantes au regard du respect du droit de propriété tel qu'il est garanti par l'article 2 de la Déclaration ».
En 2015, un amendement au projet de loi relatif à la transition énergétique a modifié les articles L2131-2 et 4  du Code Général de la Propriété des Personnes Publiques.  Le principe de continuité du cheminement de la servitude qui était reconnu par la jurisprudence a ainsi été réaffirmé.

## Bénéficiaires de cette servitude
Ce sont en France : 
- les gestionnaires du cours d'eau concerné (MEEDDTL et services déconcentrés compétents)[8] ;
- le gestionnaire du lac domanial concerné (MEEDDTL et services déconcentrés compétents)[8] ;
- les pêcheurs[8] (depuis la loi 65-409 du 28 mai 1965) ;
- les piétons (promeneurs, randonneurs...), depuis la loi sur l'eau du 30 décembre 2006 [8].

## Cadre juridique
En France, cette servitude impose aux propriétaires de laisser libre le passage sur une largeur de 3,25 mètres le long des cours et plans d'eau domaniaux qui bordent leurs propriétés, soit environ 36 000 kilomètres de rives. 

Elle leur interdit aussi (dans la bande de 3,25 mètres) de « planter des arbres ou de se clore par des haies ou autrement ». Elle leur impose, également de laisser les terrains grevés de cette servitude de marchepied à l'usage du gestionnaire du cours d'eau ou du lac, des pêcheurs et des piétons. Néanmoins, « quand l'exercice de la pêche, le passage des piétons et les nécessités d'entretien et de surveillance du cours d'eau ou du lac le permettent, la distance de 3,25 mètres peut être exceptionnellement réduite, sur décision de l'autorité gestionnaire, jusqu'à 1,50 mètre » . Cette servitude relève du Code général de la propriété des personnes publiques (articles L2131-2 et L2131-4).
La loi n'impose pas la création par le gestionnaire du domaine public fluvial d'un véritable chemin, ni d'un balisage, mais la jurisprudence a précisé  et la Loi de 2015 a confirmé que la servitude de marchepied « doit être praticable sans danger ni difficulté » et peut être imposée au propriétaire en conséquence sur la crête du talus » et si une zone de servitude est barrée par une clôture ou un aménagement illégal, les travaux de rétablissement de l'accès pourraient être exécutés d’office aux frais du contrevenant. Le contrevenant s’expose aussi à une sanction prononcée par le Tribunal administratif (contravention de grande voirie).  
En application de l'article L 2124-11 du CGPPP, l'entretien de la servitude incombe à la personne publique propriétaire ou gestionnaire du domaine public fluvial. Contrairement aux affirmations étonnantes d'un rapport du CGEDD, l'entretien de la servitude administrative ne relève évidemment pas du code civil et n'est donc pas au bon vouloir de l'administration, mais lui est imposé.  Un amendement voté en 2010 autorise les collectivités à effectuer des travaux d'entretien, il a été précisé lors des discussions parlementaires, qui n'ont cependant pas de valeur légale, qu'il n'était pas nécessaire d'obtenir l'accord du propriétaire :
"Une commune, un groupement de communes, un département ou un syndicat mixte concerné peut, après accord avec le propriétaire du domaine public fluvial concerné, et le cas échéant avec son gestionnaire, entretenir l'emprise de la servitude de marchepied le long des cours d'eau domaniaux." L2131-2-dernier alinéa
Cependant, notons que le terrain sur lequel passe la servitude de marchepied reste la propriété du riverain. Ainsi toute opération des pouvoirs publics ou de personnes privées sur la servitude sans autorisation de ce dernier est considérée comme une "voie de fait" et passible également de poursuites.
Selon les nouvelles dispositions légales  de la loi sur la transition énergétique contenues dans les articles L2131-2 et L2131-4 du code général de la propriété des personnes publiques la continuité doit dorénavant être assurée (ce que précisait déjà la jurisprudence). En outre, en cas d'obstacle naturel (les discussions parlementaires précisent que ceci inclut les impératifs de protection de la nature) ou patrimonial, mais à titre exceptionnel, il est dorénavant possible de déplacer la servitude, mais en restant dans la propriété concernée..
Remarques : 
- La loi affirme dorénavant que le cheminement doit être continu. Contrairement à la loi littoral, il n'est pas prévu de distance minimale avec les bâtiments d'habitation. La largeur prévue par la loi s'applique dans tous les cas ce qui devrait normalement empêcher les reconstructions  et n'autoriser que les travaux destinés à conforter la servitude (soutènements par exemple). Il n'est pas non plus prévu de modifier le tracé, ni de suspendre la servitude dans le cas de la création ou de l'existence d'un chemin parallèle éloigné de la rive (seule la redélimitation à l'intérieur de la même propriété est admis à titre exceptionnel). Il n'est pas prévu non plus de suspendre la servitude sur les terrains propriétés d'associations ou communaux. Dans ces derniers cas elle est cependant pratiquement toujours suspendue, ce qui crée des exceptions de fait. Cette adaptation de la Loi reprend les conclusions d'un groupe  de travail administratif  créé pour faire « un diagnostic sur les limites d'application, en l'état actuel du droit, et les mesures législatives, réglementaires ou conventionnelles nécessaires pour rendre effective l'ouverture de la servitude au public, dans le respect du droit légitime des propriétaires riverains comme du public, de la protection de l'environnement, et dans des conditions d'acceptation, de viabilité et de sécurité optimales sans aggravation de la situation des finances publiques. ».
- En France, « Lorsqu'un cours d'eau est déjà grevé de la servitude prévue au IV de l'article L. 211-7 du code de l'environnement, cette dernière servitude est maintenue ». Ce qui veut dire que certains riverains se voient supporter plusieurs servitudes simultanément (par exemple "site classé" et "marchepied") et que celles-ci peuvent, dans leurs contraintes, et en l'absence d'aménagement légal, devenir contradictoires.
- Pour les cours d'eau domaniaux , Il n'y a pas d'obligation d’entretien de la servitude de marchepied, pour le riverain. Cette obligation incombe à la personne publique propriétaire du domaine public en application de l'article L 2124-11 du CGPPP. Les collectivités peuvent y contribuer ( NB ceci concerne les cours d'eau domaniaux et ne semble pas inclure les lacs domaniaux).
- La responsabilité des propriétaires n'est pas engagée vis-à-vis des usagers bénéficiaires de la servitude, sauf en cas d'actes fautifs de leur part[13].
- Des accès transversaux (sentiers de liaison...) sont parfois envisagés ou construits quand le passage au plus près de la rive est difficile ou dangereux. Des conventions, des acquisitions amiables voire des expropriations sont alors possibles[6]; Le sentier transversal n'a, par lui-même, aucun statut juridique particulier. Il ne dispense pas les propriétaires riverains et l'administration de leurs obligations respectives relatives à la préservation et à l'entretien de la servitude de marchepied.

## Difficultés d'application liées à des cas particuliers
On peut constater certaines difficultés physiques et de dangerosité de certaines berges, et la difficulté à définir la notion d'obstacle (« naturels, historiques, de protection des sites et paysages, de principe de la part des parties prenantes »...) d'« obstacle infranchissable » ou celle d'« obstacle naturel ou patrimonial justifiant un détournement ». La loi du 17 août 2015 relative à la transition énergétique pour la croissance verte dite Loi TECV rappelle explicitement la notion de continuité de cheminement tout en invitant à tenir compte de la nécessité de respecter les espaces naturels et le patrimoine. Cette loi a introduit la notion de détournement de la limite de la servitude en présence d’obstacle naturel ou patrimonial (mais avec pour contrainte de demeurer dans la même propriété).
Il est parfois difficile de prendre en compte la mobilité naturelle de certains cours d’eau domaniaux dont les méandres peuvent évoluer rapidement, les problèmes liés au franchissement d’affluents d'un cours d'eau domanial. Un autre cas particulier est celui des barrages construits sur des cours d’eau domaniaux rayés de la nomenclature. La jurisprudence et de nouveaux modes de gouvernance contribuent à faire évoluer la doctrine sur ces questions.
Localement des extensions à d’autres usages (dont cyclistes et cavaliers) sont pratiquées ou envisagées mais non recommandée par le CGEDD en 2017 des risques de danger ou de conflits d'usage dans l'emprise restreinte de 3,25 m eu égard au risque d’impact sur des rives de cours d’eau souvent restées dans un état naturel .

## Exceptions
Il a pu être parfois admis une tolérance jurisprudentielle considérant que le Préfet puisse ne pas poursuivre provisoirement la contravention de grande voirie d'un ou de plusieurs contrevenant notamment pour rechercher une solution amiable compte tenu des difficultés d'application de la loi. Grâce aux aménagements progressifs locaux et à la discussion entre les parties, cette tolérance exceptionnelle devrait tendre à disparaître dans l'objectif ultime de faire bénéficier, au plus grand nombre des piétons, d'un espace préservé.  